# Battaglia di Noryang
La battaglia di Noryang, l'ultima grande battaglia della campagna di invasioni giapponesi della Corea, detta anche Guerra Imjin, venne combattuta dalla flotta giapponese e dalle flotte congiunte di Cina (della dinastia Ming) e Corea (della dinastia Joseon). Ebbe luogo il 16 dicembre 1598 e si protrasse fino all'alba del giorno successivo.
La dinastia Joseon, che guidava l'omonimo Stato da poco più di duecento anni, dovette allearsi con la dinastia Ming per fronteggiare le mire espansionistiche giapponesi. Il controllo della flotta federata venne affidato all'ammiraglio Yi Sun-sin e al generale Chen Lin, che attaccarono e distrussero - e catturarono - più della metà delle 500 navi giapponesi guidate da Shimazu Yoshihiro, prima che egli potesse pericolosamente ricongiungersi al daymio Konishi Yukinaga. I sopravvissuti giapponesi riuscirono faticosamente a trovare rifugio a Pusan, per poi tornare, pochi giorni dopo, in madrepatria. L'ammiraglio Yi morì in battaglia, vittima di un colpo sparato da un archibugio nemico.

## Preludio
Dopo una lunga serie di battute d'arresto, sia nelle battaglie terrestri che navali, le forze giapponesi dovettero fare marcia indietro verso le loro piazzeforti - o wajō -, costruite lungo le coste sudorientali della Corea. Le fortezze non erano però in grado di ospitare l'esercito nella sua interezza, pertanto, nel giugno 1598, il potente daymio Hideyoshi ordinò il rimpatrio di 70000 soldati, cioè la maggior parte dell'esercito. Il 18 settembre 1598, Hideyoshi, determinato propugnatore dell'invasione giapponese della Corea, morì nel castello di Fushimi. Prima di morire, però, il Taikō aveva disposto il rimpatrio delle forze di stanza nei presidî coreani, ma la presenza di navi nemiche impediva alle guarnigioni di tornare a casa.
La fortezza giapponese di Sunch'on - la più occidentale di tutte - accoglieva ben 14 000 soldati, comandate da Konishi Yukinaga, che aveva già diretto il contingente d'avanguardia delle operazioni di invasione del 1592. Yi e Chen Li, intanto, presidiavano la zona per impedire la ritirata di Konishi. Questi non trovò altra soluzione che corrompere con vari regali Chen Li, nel tentativo di guadagnarsi il via libera alle operazioni di ritirata. Sulle prime, Chen accettò di far arretrare la flotta federata, ma Yi si oppose fermamente; anche l'idea di un attacco alle fortezze più piccole e vulnerabili, suggerita sempre da Chen Li, venne scartata dall'ammiraglio, dato che se fosse stata azzardata un'operazione lontana dal wajō di Konishi, le truppe ivi stanziate si sarebbero date alla fuga.
Il 15 dicembre, circa 20 000 soldati dei wajō di Sach'on (da non confondersi col wajō di Sunch'on), Goseong e Namhae salparono dalle coste coreane con 500 navi e cominciarono a raccogliersi a est dello stretto di Noryang nel tentativo di impedire il blocco navale attuato da coreani e cinesi. Shimazu Yoshihiro, già a capo del wajō di Sunch'on sopraccitato, prese il comando delle operazioni.
I coreani volevano impedire a Konishi di ricongiungersi alla flotta di Shimazu, che sarebbe stata poi attaccata in un'accanita battaglia. Shimazu voleva attraversare lo stretto di Noryang, unirsi alla flotta di Konishi e ritirarsi a Pusan, e sapeva che Konishi stava tentando di creare scompiglio nelle forze alleate; sperava anzi che i coreani si impegnassero su altri fronti o continuassero ad attuare il blocco navale del wajō di Sunch'on. Shimazu sperava così di attaccare i coreani dalle retrovie.

## La battaglia

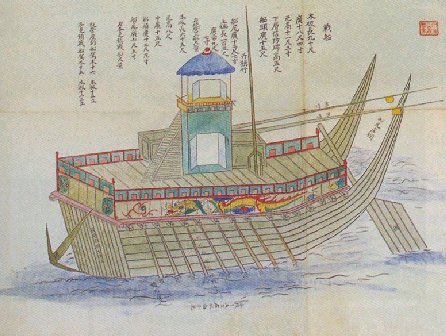
Un panokseon

Il 15 dicembre, una enorme flotta di navi giapponesi stazionava nella baia di Sach'on, alla punta orientale dello stretto di Noryang. Shimazu non era sicuro della posizione della flotta di Yi: avrebbe potuto essere al wajō di Konishi per l'attuazione del blocco navale oppure sulla stessa strada della sua flotta per dirigersi alla volta di un wajō abbandonato più a est; o, ancora, avrebbe potuto aspettare i giapponesi alla punta occidentale dello stretto. Yi, invece, sapeva perfettamente dov'era Shimazu, grazie ai suoi ricognitori e alle testimonianze dei pescatori della zona.
Yi poteva contare sulla compattezza di 82 panokseon coreane - vere e proprie fortezze navali per l'epoca -, equipaggiate a remi. La flotta cinese consisteva invece di sei grosse navi da guerra, usate come navi ammiraglie (a vela e a remi), 57 navi, equipaggiate di soli remi e più leggere perché originariamente destinate ai commerci, e due panokseon affidati da Yi a Chen Li. La flotta federata disponeva in totale di 8000 coreani, tra marinai e ufficiali, e quasi altrettante unità cinesi (5000 uomini dello squadrone Guangdong e 2600 unità a bordo della navi coreane).
Le navi coreane, meno numerose ma più robuste e pesantemente armate, oltre che perfettamente disciplinate al combattimento di squadra, dimostrarono una pesante superiorità tattica sulle più fragili navi nipponiche. In particolare le kobukson, antenate delle corazzate, colpirono con i loro cannoni e i lanciafiamme disposti a prua con risultati devastanti.
Yi morì nelle fasi finali della battaglia, che si concluse con la distruzione della maggior parte della flotta nipponica e la fuga delle restanti unità, e la notizia della sua morte fu data solo dopo la fine della battaglia per non dare un vantaggio tattico all'avversario. I giapponesi videro la morte del loro comandante, il cui cadavere venne appeso all'albero maestro dell'ammiraglia coreana per intimidire gli avversari. I coreani affondarono oltre 200 navi sulle 500 impegnate dai nipponici.

## Nella cultura di massa
- La battaglia di Noryang appare nel videogioco Age of Empires II: The Conquerors, espansione del gioco Age of Empires II: Age of Kings.